# Velvet McIntyre
Velvet Mykietowich (Irlanda, 24 novembre 1962) è un'ex wrestler irlandese.
È nota per essere stata sotto contratto con la World Wrestling Federation con il nome di Velvet McIntyre dove ha vinto il WWF Women's Championship per una volta e il WWF Women's Tag Team Championship per due volte.

## Carriera

### Circuito indipendente
Una volta finite le scuole superiori, Velvet McIntyre inizia ad allenarsi in Oregon nel 1980 sotto la guida di Sandy Barr, insieme alla sua futura partner e rivale Princess Victoria. McIntyre fa il suo debutto nel wrestling nell'Idaho nel 1980, ma inizialmente per lei rappresentava solo un hobby. Nel 1981, il wrestling diventa il suo lavoro ed entra nella Vancouver All Star Wrestling, dove iniziò un feud con Princess Victoria. Nel 1982, ha un breve stint nella World Wrestling Federation ma, in coppia con Princess Victoria che nel frattempo era diventata sua alleata, perde un tag team match contro The Faboulous Moolah e Wendi Richter. Nel novembre e dicembre 1982, McIntyre lavora nella Stampede Wrestling, dove in squadra con Judy Martin, sconfigge la coppia formata dalla Richter e da Joyce Grable.

### World Wrestling Federation
Nel 1984, a Velvet McIntyre e a Princess Victoria viene riconosciuto il WWF Women's Tag Team Championship e le due diventano così le prime campionesse della federazione. Difendono il titolo contro Wendi Richter e Peggy Lee. Desiree Petersen sostituisce poi Princess Victoria poiché Victoria si infortuna. McIntyre e Petersen perdono i titoli nell'agosto del 1985 contro Judy Martin e Leilan Kai (le Glamour Girls) durante un tour in Egitto. McIntyre inizia poi una carriera da singolo e vince il WWF Women's Championship sconfiggendo The Faboulous Moolah il 3 luglio 1986 in Australia ma perde il titolo sei giorni dopo. Moolah sconfigge McIntyre anche a Wrestlemania II e riesce a mantenere il titolo.

## Personaggio

### Mossa finale
- McIntyre Roll (Victory roll)

## Titoli e riconoscimenti
International Championship Wrestling
- IWC Women's Championship (2)
- Canadian Wrestling Alliance Women's Championship
- WWWA Women's Championship

National Wrestling Alliance
- NWA Women's Tag Team Championship (1) - con Princess Victoria

World Wrestling Federation
- WWF Women's Championship (1)
- WWF Women's Tag Team Championship (2) - 1 con Princess Victoria e 1 con Desiree Petersen